# Station Vestre Strandallé
Station Vestre Strandallé is een spoorweghalte in Riskov, een buitenwijk in het noorden van de stad Aarhus in de Deense gemeente Aarhus. De halte ligt aan de lijn Grenaabanen. 